# دیه‌گو شوارتزمن
دیه‌گو سباستیَن شوارتزمن (اسپانیایی: Diego Sebastián Schwartzman‎؛ زادهٔ ۱۶ اوت ۱۹۹۲) تنیس‌باز اهل آرژانتین است.